# Palais Sina
Pour les articles homonymes, voir Sina.
Le palais Sina était un palais de Vienne, dans l'arrondissement d'Innere Stadt, au Hoher Markt (de) 8. 

## Histoire
Le palais est construit en 1859 à la place du Palais Fellner. Il est conçu par l'architecte Theophil Hansen pour Georg Simon von Sina. Il le dessine dans un style néo-Renaissance, ce qui est une première à Vienne. Le hall d'entrée et plusieurs chambres dans les étages sont décorés de fresques de Carl Rahl et Eduard Bitterlich (de).
Le palais est démoli lors des bombardements de 1945. La ruine sert de décor au film Le Troisième Homme. Elle est rasée pour un immeuble résidentiel simple avec des commerces.